# Oedemera lurida
Oedemera lurida is een keversoort uit de familie schijnboktorren (Oedemeridae). 

## Uiterlijke kenmerken
Oedemera lurida is een slanke kever van vijf tot zeven millimeter lang. Het exoskelet heeft een metaalglans en is licht- tot grijsgroen of bruinachtig. De dekschilden zijn dicht bezet met grijze haartjes. Ze zijn sterk versmald aan de achterzijde, waardoor de achtervleugels voor een deel onbedekt zijn. De achterpoten van het mannetje hebben dikkere dijen dan het vrouwtje, maar zijn aanzienlijk minder opgezwollen dan bij de meeste Oedemera-soorten. De antennes bestaan uit elf segmenten.
De kever kan worden verward met de groene schijnboktor (O. virescens). Deze verwante schijnboktor is gemiddeld groter en het mannetje heeft dikkere achterdijen.

## Levenswijze
Van april tot juli is Oedemera lurida een frequente bezoeker van diverse bloemsoorten, met name schermbloemen, boterbloemen, paardenbloemen en meidoornbloesem. De volwassen kever voedt zich met stuifmeel en nectar. De larven ontwikkelen zich in rottende hout of humus. Zij voeden zich met rottend hout en kruidenstengels.

## Verspreiding
Oedemera lurida komt voor in een groot deel van Europa, in Noord-Afrika en het Nabije Oosten. In Nederland is Oedemera lurida een van de elf inheemse schijnboktorren. De kever leeft in bossen, bosranden en grasland.